# 'Til Shiloh
'Til Shiloh är reggaeartisten Buju Bantons fjärde album. Det gavs ut 1995 av Island.

## Spår
| Nr | Titel                 | Gästartist   |
| -- | --------------------- | ------------ |
| 1  | Shiloh                |              |
| 2  | 'Til I'm Laid To Rest |              |
| 3  | Murderer              |              |
| 4  | Champion              |              |
| 5  | Untold Stories        |              |
| 6  | Not An Easy Road      |              |
| 7  | Only Man              |              |
| 8  | Complaint             | Garnett Silk |
| 9  | Chuck It So           |              |
| 10 | How Could You         |              |
| 11 | Wanna Be Loved        |              |
| 12 | It's All Over         |              |
| 13 | Hush, Baby, Hush      |              |
| 14 | What Ya Gonna Do?     | Wayne Wonder |
| 15 | Champion [Remix]      |              |

## Nyutgåva
2002 släpptes en nyutgåva av 'Til Shiloh med två bonusspår: Rampage och Sensemilia Persecution. De hade tidigare givits ut som b-sidor på singelutgåvorna av Wanna Be Loved respektive Champion.